# Château de la Motte (Vannes)
Pour les articles homonymes, voir Château de la Motte.
Le château de la Motte, est un château disparu, anciennement situé dans la ville de Vannes dans le Morbihan. Le château reconstruit plusieurs fois, fut successivement une résidence des rois et des comtes de Vannes, le siège épiscopal des évêques de Vannes et l'hôtel de préfecture du département du Morbihan.

## Histoire

### Siège du pouvoir
Plus ancienne résidence du pouvoir connue dans la cité, le château de la Motte était adossé à la tour Notre-Dame au nord de la première enceinte de la cité sur la partie la plus haute de la ville. Ce château fut construit vers le Ve ou au VIe siècle et aurait été la résidence du roi Eusèbe au début du VIe siècle, bien que des sources mentionnent une date postérieure pour sa construction (IXe ou Xe siècle). Avant que le château ne soit ruiné par les Normands au début du Xe siècle, cette forteresse est la demeure des comtes de Vannes. Restauré par les ducs, il est passagèrement habité par Pierre Mauclerc et Jean Ier.

### Palais épiscopal
Endommagé par le tremblement de terre qui frappe Vannes en 1286, le duc Jean II, qui préférait le château de Suscinio, cède la Motte à Henri Tore, l'évêque de la ville. L'édifice est reconstruit à partir de 1288. Le château devient alors le manoir épiscopal de la Motte.
En 1532, le manoir épiscopal accueille la congrégation et l'assemblée des États de Bretagne en présence du roi de France François Ier. C'est dans la grande salle du manoir que fut délibérée la requête par laquelle fut demandée l'union de la Bretagne à la France : la Lettre de Vannes.
Le manoir est reconstruit une nouvelle fois à l'initiative de monseigneur Charles de Rosmadec en 1654. Les travaux dureront 18 mois. 

« Le nouveau manoir épiscopal, adossé au mur de la ville, comme l'ancien, offrait une façade à trois étages, ayant chacun neuf ouvertures ; un mur de refend le divisait dans toute sa longueur. Voici quelle était sa distribution intérieure : au rez-de-chaussée, au milieu, était la porte d'entrée, ayant à gauche une première et une seconde cuisine ; à droite de l'entrée, l'office et le secrétariat ; au nord, entre le corridor et le mur de la ville, il y avait plusieurs celliers ; le côté oriental avait trois fenêtres. Un perron monumental à double escalier conduisait de la cour au premier étage. Il est situé dans la cour et donnait accès à une grande salle, ayant deux chambres à l'ouest, et deux autres à l'est ; au nord de ces appartements étaient plusieurs cabinets donnant sur le mur de la ville. Au second étage, même distribution. Les évêques ont habité tantôt le premier, tantôt le second étage. Au troisième, un corridor desservait deux séries de chambres pour les domestiques et divers services. »

— Joseph-Marie Le Mené, Topographie historique de la ville de Vannes, Chapitre V

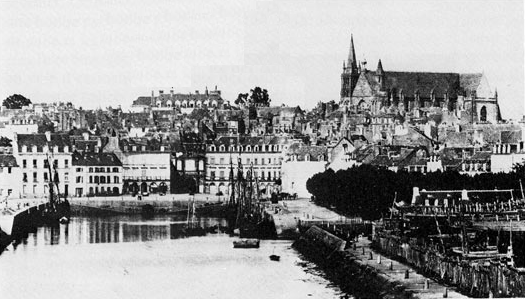
Cliché de Vannes antérieur à 1860 - Le manoir de la Motte est l'édifice le plus élevé.

Des travaux sont réalisés par Mgr Louis Cazet de Vautorte et son successeur, Mgr François d'Argouges, acquiert en 1688 les douves nord, dites du Mené, qu'il convertit en un grand jardin. Sébastien-Michel Amelot est le dernier évêque qui y loge, abandonnant la Motte en 1791 par la suite de son refus de serment à la constitution civile du clergé.

### Hôtel de préfecture
Après la Révolution, Vannes est choisie comme chef-lieu du nouveau département du Morbihan. Le directoire du département s'y installe en 1793. Le premier préfet, Henri Giraud Duplessis, s'installe à la Motte en mars 1800. Le château restera le siège de la préfecture pendant 60 ans. Le 11 janvier 1860, un mur de soutènement s'effondre, tuant deux personnes. Le ministère de l’intérieur dépêche un architecte membre du conseil des bâtiments civils. Celui-ci conclut à l'impossibilité d'une réparation et l’édifice est ceinturé de fer pour éviter un effondrement total.  Le manoir est vendu avec ses dépendances en 1866 pour la somme de 110 000 francs. Le château sera en partie rasé en 1867, ce qui permettra la construction d'une nouvelle voie en direction de la gare : la rue Billault. L'hôtel de France, détruit en 1912, garda en son sein deux fenêtres de façade à chaque étage. 